# Thrixspermum xantholeucum
Thrixspermum xantholeucum är en orkidéart som beskrevs av Rudolf Schlechter. Thrixspermum xantholeucum ingår i släktet Thrixspermum och familjen orkidéer. Inga underarter finns listade i Catalogue of Life.